# مارجوري كيلوغ
مارجوري كيلوغ (بالإنجليزية: Marjorie Kellogg)‏ (17 يوليو 1922، سانتا باربارا في الولايات المتحدة - 19 ديسمبر 2005، سانتا باربارا في الولايات المتحدة)؛ كاتبة سيناريو وروائية أمريكية.

## روابط خارجية
- مارجوري كيلوغ على موقع IMDb (الإنجليزية)
- مارجوري كيلوغ على موقع قاعدة بيانات الفيلم (الإنجليزية)